# Wzgórze Generała Grota-Roweckiego
Wzgórze Generała Grota-Roweckiego (ok. 400 m n.p.m.) – wzniesienie w południowo-zachodniej Polsce, w Jeleniej Górze, w północnej części Kotliny Jeleniogórskiej, w północnej części Wzgórz Łomnickich.

## Położenie
Wzniesienie położone w północnej części Kotliny Jeleniogórskiej, na północnym skraju Wzgórz Łomnickich, około 600 m na południowy zachód od dworca kolejowego w Jeleniej Górze. Położone między ulicami: Nowowiejską, Staffa, Sudecką i Wojska Polskiego. Na wschodzie łączy się ze Wzgórzem Partyzantów, na południowym wschodzie ze Wzgórzem Wandy i na południu ze Wzgórzem Kościuszki.

## Opis
Wzgórze Generała Grota-Roweckiego jest rozległym, niezbyt wysokim wzniesieniem Wzgórz Łomnickich, w ich północnej części. Zbocza są łagodne, a wierzchołek kopulasty, podcięty sztucznym wyrobiskiem.

## Budowa geologiczna
Wzniesienie zbudowane z granitów karkonoskich w odmianie porfirowatej, średnio- i gruboziarnistych, uformowane w wyniku ich selektywnego wietrzenia. Na szczycie i zboczach występują nieliczne, niewielkie granitowe skałki oraz bloki. Na niektórych z nich widoczne są ciekawe formy wietrzenia granitu.

## Roślinność i zagospodarowanie
Jedynie sam wierzchołek porastają drzewa, wokół rozciągają się ogródki działkowe oraz zabudowa Jeleniej Góry.

## Turystyka
W okolicach Wzgórza Partyzantów nie przechodzą żadne szlaki turystyczne.

## Nazwy
Wcześniej funkcjonowały następujące nazwy wzgórza:
- Vogelberg
- Opitz-Berg
- Skałki
- Wzgórze im. Roli-Żymierskiego